# 스텝 업: 비트 더 월드
《스텝 업: 비트 더 월드》(Beat the world)는 캐나다에서 제작된 로버트 아데터이 감독의 2011년 드라마 영화이다. 타이론 브라운 등이 주연으로 출연하였다.

## 출연

### 주연
- 타이론 브라운
- 미사엘 모건
- 니키 그랜트
- 크리스티 플로레스

## 기타
- 사운드슈퍼바이저: 데이비드 맥컬럼
- 미술: 마크 가브리엘
- 세트: 피터 와일드
- 의상: 스테파니 콜리
- 배역: 트윙키 버드
- 배역: 사라 케이
- 배역: 제니 루이스

## 사운드트랙
오리지널 사운드트랙은 프랭크 피츠패트릭에 의해 제작되었으며 힙합, 영화 사운드트랙을 전문으로 하는 인디 레이블, 제작 기업인 힙합 커넥트에 의해 발매되었다.
- KRS-One
- 케이난
- 지기 말리
- Nneka
- Les Nubians
- MV 빌
- 탈립 콸리
- Sway
- Lina[2]